# 야케야마촌
야케야마촌(焼山村)은 일본 히로시마현 아키군에 설치되었던 촌이다. 현재의 구레시의 일부에 해당한다.